# Breiðamerkurjökull
Le Breiðamerkurjökull est un glacier d'Islande constituant une langue glaciaire du Vatnajökull.

## Géographie
La fonte de son front glaciaire très étendu donne naissance à deux lacs dans lesquels vêlent des icebergs : la Breiðárlón et la Jökulsárlón. Ce paysage constitue une des principales attractions touristiques de l'Islande, notamment à la Jökulsárlón située en bordure de la route 1.

## Histoire
Le 25 août 2024, une grotte de glace du glacier s'effondre alors qu'un groupe de vingt-trois touristes accompagnés d'un guide s'y trouve dans le cadre d'une excursion ; une personne est décédée sur place et une autre blessée.

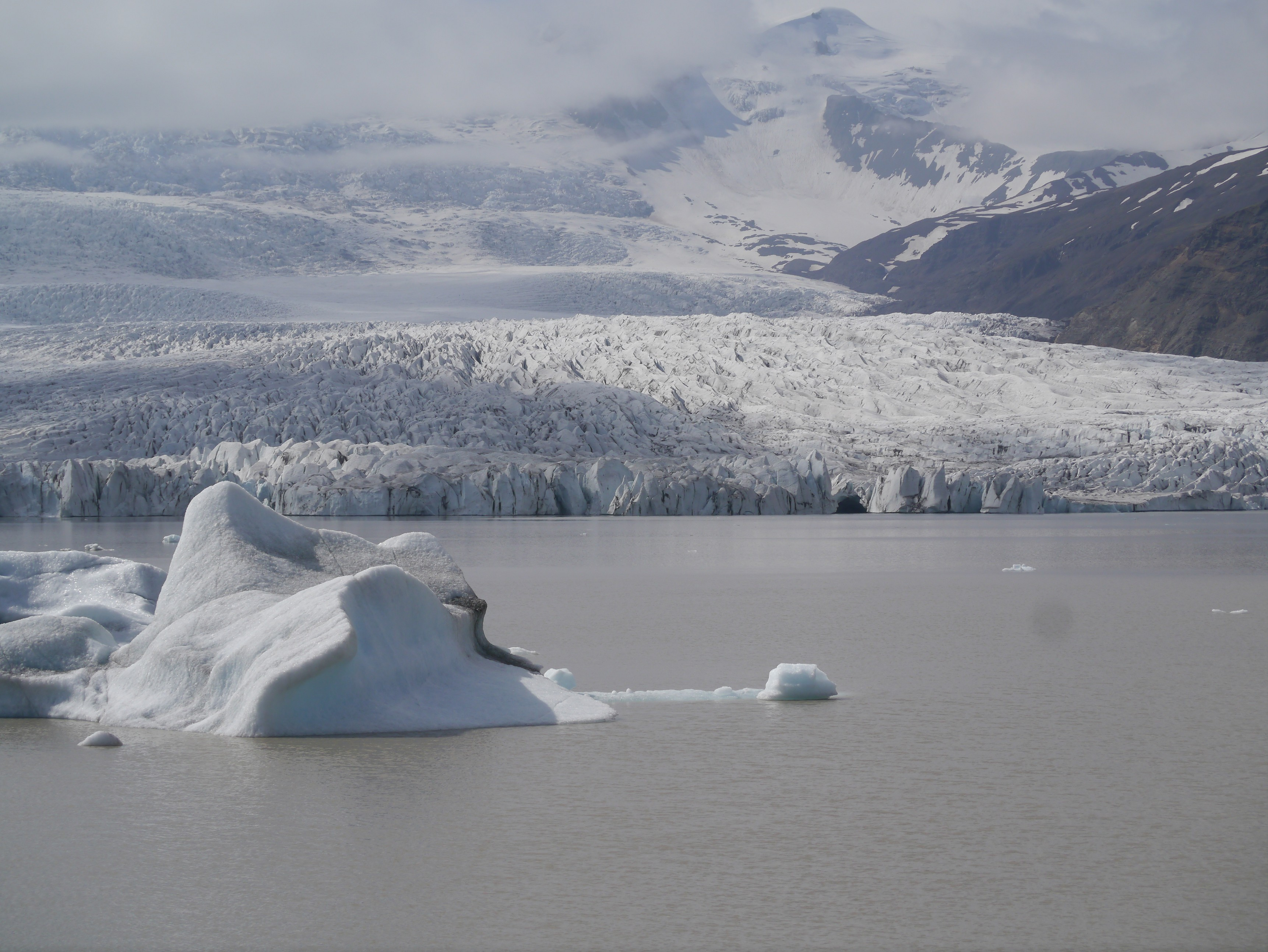
Vue d'une partie du Breiðamerkurjökull et de son front glaciaire plongeant dans la Jökulsárlón.